# Гавриков, Владимир Алексеевич
Владимир Алексеевич Гавриков (1922—1945) — советский военный. Участник Великой Отечественной войны. Герой Советского Союза (1945). Лейтенант.

## Биография
Родился 10 июня 1922 года в селе Васильево Моршанского уезда Тамбовской губернии РСФСР (ныне село Покрово-Васильево Пичаевского района Тамбовской области Российской Федерации) в крестьянской семье. В 1930 году с родителями переехал в Москву. Окончил семь классов средней школы, затем курсы бухгалтеров. До призыва в армию работал экономистом на одном из предприятий города.
В ряды Рабоче-крестьянской Красной Армии был призван Тимирязевским райвоенкоматом Московской области (по другим данным Литаевским райвоенкоматом Тамбовской области) 24 октября 1941 года. В боях с немецко-фашистскими захватчиками участвовал с декабря 1941 года на Западном фронте. Воевал в одной из авиационных частей, однако после ранения был признан негодным к лётной службе и направлен на курсы политсостава Брянского фронта. После их окончания в 1942 году вернулся на Западный фронт и сражался в должности младшего политрука, затем замполита в одной из пехотных частей. Осенью 1943 года отозван с фронта и направлен в Пушкинское танковое училище, находившееся в эвакуации в Рыбинске, которое закончил в ноябре 1944 года.
29 ноября 1944 года в звании лейтенанта прибыл в расположение 108-й танковой бригады 9-го танкового корпуса, который на тот момент входил в состав 2-й танковой армии 1-го Белорусского фронта, и был назначен командиром танка Т-34-85 257-го танкового батальона. В начале 1945 года в связи с предстоящим началом Висло-Одерской операции 9-й танковый корпус был передан в прямое подчинение командованию 1-го Белорусского фронта. Особо отличился в ходе Варшавско-Познанской фронтовой наступательной операции — составной части Висло-Одерской операции. 14 января 1945 года танк Гаврикова участвовал в прорыве немецкой обороны на реке Висла в районе населённых пунктов Кшивда и Ясенец-Солецки. Затем в боях за города Скарышев, Шидловец, Лодзь и Здуньска-Воля экипаж лейтенанта В. А. Гаврикова, действуя в составе танковой разведгруппы на головной машине, неоднократно собирал ценные сведения для штаба бригады. При этом танком были уничтожены: 1 танк Т-4, 8 противотанковых орудий, 2 бронетранспортёра, 2 миномётные батареи, 35 автомашин и до 200 солдат и офицеров противника. В ходе разведки В. Гавриков обнаружил переправу через реку Варта и удержал её до подхода своего батальона, после чего первым форсировал реку и в бою за плацдарм уничтожил 3 противотанковых орудия, 8 пулемётных точек и до 30 военнослужащих вермахта. 23 января 1945 года в районе города Яроцин обнаружил замаскированную противотанковую засаду. В ходе боя танк Гаврикова был повреждён и подожжён, а экипаж погиб. Однако он продолжал сражаться в горящем танке до последней возможности, после чего покинул машину и, уничтожив огнём из автомата до 20 вражеских солдат, сумел прорваться в расположение своей части с ценными разведданными. Сильно обгоревший танкист был отправлен в медсанбат.
24 марта 1945 года лейтенанту Владимиру Алексеевичу Гаврикову указом Президиума Верховного Совета СССР было присвоено звание Героя Советского Союза.
Вернулся на фронт в начале апреля 1945 года и принял участие в Берлинской операции. 18 апреля 1945 года при прорыве немецкой обороны с Кюстринского плацдарма танк Т-34-85 лейтенанта В.  Гаврикова был подбит. Тяжело раненого танкиста доставили в госпиталь города Нойдамма (ныне город Дембно Республики Польша), однако 22 апреля он скончался. Похоронен в городе Дембно Западно-Поморского воеводства Республики Польша.

## Награды
- Медаль «Золотая Звезда» (24.03.1945);
- орден Ленина (24.03.1945);
- Орден Отечественной войны 1 степени[2] (06.02.1945).

## Память
- Именем Героя Советского Союза В. А. Гаврикова названы улицы в городе Москве и селе Покрово-Васильево.

## Документы
- Общедоступный электронный банк документов «Подвиг Народа в Великой Отечественной войне 1941—1945 гг.» Архивировано 13 марта 2012 года.

Представление к званию Героя Советского Союза и указ ПВС СССР о присвоении звания. Архивировано 16 мая 2013 года.
Орден Отечественной войны 1-й степени (наградной лист и приказ о награждении). Архивировано 16 мая 2013 года.
- Обобщённый банк данных «Мемориал». Архивировано 10 мая 2012 года.

ЦАМО, ф. 33, оп. 11458, д. 884.